# العلاقات الجزائرية السنغافورية
العلاقات الجزائرية السنغافورية هي العلاقات الثنائية التي تجمع بين الجزائر وسنغافورة.

## مقارنة بين البلدين
هذه مقارنة عامة ومرجعية للدولتين:
| وجه المقارنة                                              | الجزائر                      | سنغافورة                                                             |
| --------------------------------------------------------- | ---------------------------- | -------------------------------------------------------------------- |
| المساحة (كم2)                                             | 2.38 مليون                   | 719                                                                  |
| عدد السكان (نسمة)                                         | 38.81 مليون                  | 5.89 مليون                                                           |
| الكثافة السكانية (ن./كم²)                                 | 16.31                        | 819.19 ألف                                                           |
| العاصمة                                                   | الجزائر                      | سنغافورة                                                             |
| اللغة الرسمية                                             | اللغة العربية، لغات أمازيغية | لغة إنجليزية، اللغة الملايو، اللغة الصينية القياسية، اللغة التاميلية |
| العملة                                                    | دينار جزائري                 | دولار سنغافوري                                                       |
| الناتج المحلي الإجمالي (بليون دولار)                      | 170.37 مليار                 | 323.91 مليار                                                         |
| الناتج المحلي الإجمالي (تعادل القوة الشرائية) بليون دولار | 582.63 مليار                 | 472.59 مليار                                                         |
| الناتج المحلي الإجمالي الاسمي للفرد دولار أمريكي          | 4.21 ألف                     | 52.89 ألف                                                            |
| الناتج المحلي الإجمالي للفرد دولار أمريكي                 | 14.19 ألف                    | 82.76 ألف                                                            |
| مؤشر التنمية البشرية                                      | 0.745                        | 0.925                                                                |
| رمز المكالمات الدولي                                      | +213                         | +65                                                                  |
| رمز الإنترنت                                              | .dz                          | .sg                                                                  |
| المنطقة الزمنية                                           | ت ع م+01:00                  | ت ع م+08:00، توقيت سنغافورة المنسق ‏                                  |

## منظمات دولية مشتركة
يشترك البلدان في عضوية مجموعة من المنظمات الدولية، منها:
| علم المنظمة | اسم المنظمة                               | تاريخ انضمام الجزائر | تاريخ انضمام سنغافورة |
| ----------- | ----------------------------------------- | -------------------- | --------------------- |
|             | مؤسسة التنمية الدولية                     | 26 سبتمبر 1963       | 27 سبتمبر 2002        |
|             | يونسكو                                    | 15 أكتوبر 1962       | 8 أكتوبر 2007         |
|             | وكالة ضمان الاستثمار متعدد الأطراف        | 4 يونيو 1996         | 24 فبراير 1998        |
|             | الأمم المتحدة                             | 8 أكتوبر 1962        | 21 سبتمبر 1965        |
|             | الاتحاد البريدي العالمي                   | ?                    | ?                     |
|             | البنك الدولي للإنشاء والتعمير             | 26 سبتمبر 1963       | 3 أغسطس 1966          |
|             | المنظمة الهيدروغرافية الدولية             | ?                    | ?                     |
|             | الاتحاد الدولي للاتصالات                  | 3 مايو 1963          | 22 أكتوبر 1965        |
|             | منظمة حظر الأسلحة الكيميائية              | ?                    | ?                     |
|             | مؤسسة التمويل الدولية                     | 23 سبتمبر 1990       | 4 سبتمبر 1968         |
|             | المركز الدولي لتسوية المنازعات الاستشارية | 22 مارس 1996         | 13 نوفمبر 1968        |
|             | منظمة التجارة العالمية                    | ?                    | ?                     |
|             | منظمة الشرطة الجنائية الدولية             | ?                    | ?                     |

## وصلات خارجية
- موقع وزارة الخارجية الجزائرية
- موقع وزارة الخارجية السنغافورية